# شبيه أذن الفأر
شبيه أذن الفأر (الاسم العلمي: Myosotidium)، هو جنس من النباتات يتبع الفصيلة الحمحمية. يُمثل هذا الجنس من خلال نوع واحد هو شبيه أذن الفأر هورتنسيا Myosotidium hortensia، أو زنبق جزر تشاتام، أو أذن الفأر العملاق أو أذن الفأر التشاتامي وهي تستوطن جزر تشاتام، نيوزيلندا. وفي اللغة الماورية تُعرف باسم كوبوكابوكا.
لم يُحسم أصله الجغرافي الحيوي بعد، ولكن ربما نشأ أسلافها من القارة الأمريكية، حيث وجد أن شبيه أذن الفأر هورتنسيا هو أخ لجنس سيلكركية Selkirkia من أمريكا الجنوبية وكلا الجنسين شقيقان لجنس من أمريكا الشمالية النبتة المقلدة Mimophytum. شبيه أذن الفأر هورتنسيا هو عشب سمين ذو أوراق دائرية كبيرة سمينة إلى حد ما وتعرق أوراقه متوازي على ما يبدو. تحمل النورة الزهرية العديد من الزهور الزرقاء حيث تظهر أواخر الربيع. بذورة سوداء كبيرة نسبيًا ومجنحة. تُزرع كثيرًا لزيينة للحديقة بسبب زهورها في نيوزيلندا وأماكن أخرى. بالإضافة إلى النوع ذات الزهور الزرقاء، "البيضاء"، هناك أيضًا ضرب ذو زهور بيضاء يحظى بشعبية كبيرة في الزراعة. في بيئته الطبيعية، يتواجد M. hortensia بالقرب من الشواطئ تحت التأثير المباشر لرذاذ مياه البحر ورياح البحر.